# Jan Karol Potocki
Jan Karol (Karol) Potocki herbu Pilawa (zm. w 1674/1675 roku) – podkomorzy bracławski w latach 1666-1674, podczaszy kamieniecki w latach 1655-1665.
Ojciec Mikołaj (†p. 1642); rotmistrz królewski; matka Katarzyna Maurozzi (†p. 1669).
Uczestniczył w walkach w oblężonym Zbarażu (10-25 lipca 1649). Stał na czele zaciągniętej własnym kosztem chorągwi kozackiej, która wchodziła w skład pułku podczaszego kor. Mikołaja Ostroroga. W wyniku ugody pod Zborowem (22 sierpnia 1649) z Bohdanem Chmielnickim i chanem Islam Gerejem, wraz ze starostą sokolskim Zygmuntem Denhoffem, oddani zostali Tatarom, aby poręczyć w ten sposób wypłatę przez Rzeczpospolitą sum. W czasie pobytu Potockiego w Bakszyseraju zaprzyjaźnił się (zawarł pobratymstwo) z Suphan Gazi agą, późniejszym dowódcą oddziału Tatarów posiłkujących Rzeczpospolitą w roku 1656.
W kwietniu 1650 roku wrócił do kraju, był nadal rotmistrzem chorągwi kozackiej liczącej sto koni. Chorągiew wchodziła w skład pułku Stanisława Rewery Potockiego. Wziął udział w wyprawie zimowo-wiosennej 1651 r. w głąb Ukrainy pod komendą hetmana polnego Marcina Kalinowskiego. Następnie uczestniczył w kampanii beresteckiej i wyprawie pod Białą Cerkiew. Na sejmiku we Włodzimierzu 11 czerwca 1652 r. szlachta województwa wołyńskiego zaleciła go do nagrody za zasługi wojenne. Na sejmiku generalnym ziem ruskich 8 marca 1653 r. został obrany posłem z województwa bracławskiego. Zapewne w roku 1654 otrzymał urząd podczaszego podolskiego.
W czasie najazdu szwedzkiego, po klęsce pod Wojniczem, zgodnie z instrukcją dla wojsk koronnych z 22 października 1655 r. wszedł do delegacji udającej się do Karola X Gustawa w sprawie podporządkowania mu wojska kwarcianego. Jednak już 29 grudnia 1655 r. uczestniczył w zawiązaniu się konfederacji tyszowieckiej opowiadającej się za Janem Kazimierzem. Wziął udział w popisie grupy Stefana Czarnieckiego pod Lwowem przed Janem Kazimierzem. Uczestniczył również w roku 1656 w walkach nad Sanem, bitwie wareckiej, wyprawie wielkopolskiej, a także w bitwie warszawskiej. W 1657 r. wziął udział w kampanii przeciwko Jerzemu Rakoczemu, zakończonej walkami pod Czarnym Ostrowem i Międzybożem. 21 czerwca 1658 r. na sejmiku we Włodzimierzu został obrany posłem na sejm walny warszawski. 28 marca 1661 r. wybrany posłem na sejm, w następstwie powołany do komisji dla wojsk zaporoskich. Wziął udział w wyprawie zadnieprzańskiej Jana Kazimierza na przełomie 1663/64. Należał do grupy rotmistrzów, którzy cieszyli się poparciem dworu królewskiego. Potocki spełniał w tym okresie również pewne misje z polecenia Jana Kazimierza. W okresie wojny domowej z J. Lubomirskim, Potocki nie przyłączył się do chorągwi konfederackich. Jeszcze przed abdykacją Jana Kazimierza otrzymał urząd podkomorzego bracławskiego za zasługi wojenne. Na sejmie elekcyjnym 1669 r. reprezentował województwo bracławskie, był deputatem do ułożenia paktów konwentów, podpisał elekcję Michała Korybuta Wiśniowieckiego. Wybierany na posła na sejm w latach 1671 i 1672 na sejm warszawski.